# 三ツ雪柚菜
三ツ雪 柚菜（みつゆき ゆずな、5月 - ）は、日本の女性漫画家。

## 主な作品

### 連載作品
- すこあら!（『まんが4コマKINGSぱれっと』、一迅社）全2巻

1. ISBN 978-4-7580-8009-5（2008年3月）[2]
2. ISBN 978-4-7580-8078-1（2010年4月）

### その他
- すのこタン。（マルダイ）[3][4]